# Aristoxenus (cráter)
Aristoxenus es un cráter de impacto de 52,14 km de diámetro del planeta Mercurio. Debe su nombre al filósofo griego  Aristóxeno (354-300 a. C.), y su nombre fue aprobado por la  Unión Astronómica Internacional en 1979.